# Anagyrus pseudococci
Anagyrus pseudococci är en stekelart som först beskrevs av Girault 1915.  Anagyrus pseudococci ingår i släktet Anagyrus och familjen sköldlussteklar. Arten är reproducerande i Sverige. Inga underarter finns listade i Catalogue of Life.